# Fayza Ahmed

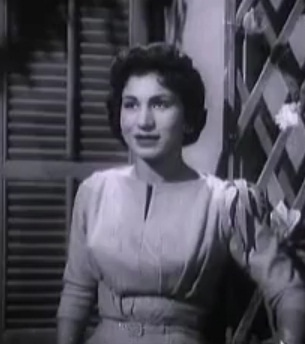
Fayza Ahmed, 1959

Fayza Ahmed (anhörenⓘ; arabisch فايزة أحمد, DMG Fāyiza Aḥmad; * 5. Dezember 1934 in Sidon; † 21. September 1983 in Kairo) war eine ägyptische Sängerin und Schauspielerin mit libanesisch-syrischer Herkunft.

## Leben und Karriere
Ahmed wuchs in einer musikalischen Familie auf – ihr Vater war Syrer und ihre Mutter Libanesin – und sang bereits sechsjährig die Lieder von Asmahan und Leila Mourad. Im Alter von elf Jahren begann sie eine Gesangsausbildung, debütierte im libanesischen Rundfunk und trat im Radiosender von Aleppo auf. Sie moderierte dort Galasendungen wurde schließlich Chorsängerin beim Rundfunksender Damaskus. Im Alter von dreizehn Jahren wurde sie verheiratet, trennte sich aber nach der Geburt ihrer Tochter Feriel von ihrem Mann Omar Enaami.
1954 emigrierte sie nach Ägypten, wo sie erneut für den Rundfunk arbeitete. Dort lernte sie bald Mohamed El Mougy kennen, der für sie erfolgreiche Titel wie Ana Albi Lik Mayal, Yamma El amar Al Bab, Habibi Whichni und Tamr Hinna komponierte. Der Sänger und Komponist Mohammed Abdel Wahab schrieb für sie u. a. Sitt El Habayb, Hammal El Assia und Tohgorny Bihkaya. Insgesamt umfasst ihre Diskographie etwa 400 Titel.
Zwischen 1957 und 1963 spielte Ahmed in sechs Kinofilmen, u. a. in Leila, bint el shatie  von Hussein Fawzi, Imsik harami von Fatin Abdel Wahab und Ana wa Banati von Hussein El-Mohandess. Außerdem trat sie in der Operettenproduktion Masr Balahan und der Rundfunkserie Hadrett Acharifa ihres Ehemannes Mohamed Soltan auf. Nach einer schweren Krebserkrankung starb sie 1983 in Kairo. Noch kurz vor ihrem Tod nahm sie die ägyptische Staatsbürgerschaft an.

## Filmografie
- 1959: A'rees Mirati
- 1959: Almilyunayr alfaqir
- 1961: 'Iinaa wabanati
- 1963: Ultimate Joy
- 1963: Al-Qahira Fi Elleil
- 1975: Meen yeader ala aziza